# Скагвей (Аляска)
Ска́гвей (англ. Skagway) — боро Аляски, що розташований над Лінн-Каналом (англ. Lynn Canal) на західному узбережжі штату (США). Населення — 1164 особи (2020).
Мовою корінних жителів району, тлінгітів, (англ. Tlingit), назва Скагвей означає «вітряне місце» або «бурхливі хвилі». Щолітку круїз-лайнери прибувають у порт Скагвей і приблизно мільйон туристів відвідують порт.

## Історія
У часи Клондайкської золотої лихоманки золотошукачі пливли кораблем до міст-портів. Скагвей удостоївся Національного історичного парку «Клондайкська золота лихоманка», у якому є перевали Чілкут (англ. Chilkoot Pass) і Вайт (англ. White Pass) та в якому розташовано близько 100 будинків-пам'яток історії.
Порт Скагвей сильно зменшився після лихоманки, але все ж залишився історично добре збереженим, чим заохочує туристичний бізнес.
У 2010 році розпочалися реставраційні роботи в колишньому готелі, де облаштовувався знаменитий гангстер Мильний Сміт.
У Скагвеї є один з двох туристичних центрів Національно-історичного парку Клондайкської золотої лихоманки. Інший центр розташований у Сіетлі.

## Географія
Скагвей розташований за координатами 59°27′52″ пн. ш. 135°16′31″ зх. д. / 59.46444° пн. ш. 135.27528° зх. д. (59.464360, -135.275151). За даними Бюро перепису населення США в 2010 році переписна місцевість мала площу 24,60 км², з яких 24,48 км² — суходіл та 0,12 км² — водойми.

### Клімат
| Клімат : Скагвей                         | Клімат : Скагвей | Клімат : Скагвей | Клімат : Скагвей | Клімат : Скагвей | Клімат : Скагвей | Клімат : Скагвей | Клімат : Скагвей | Клімат : Скагвей | Клімат : Скагвей | Клімат : Скагвей | Клімат : Скагвей | Клімат : Скагвей | Клімат : Скагвей |
| Показник                                 | Січ.             | Лют.             | Бер.             | Квіт.            | Трав.            | Черв.            | Лип.             | Серп.            | Вер.             | Жовт.            | Лист.            | Груд.            | Рік              |
| Абсолютний максимум, °C                  | 11,1             | 15,6             | 15,0             | 24,4             | 27,8             | 31,7             | 33,3             | 32,8             | 25,0             | 20,0             | 15,0             | 11,1             | 33,3             |
| Середній максимум, °C                    | −2,8             | 0,7              | 4,1              | 10,1             | 14,8             | 18,4             | 19,4             | 18,3             | 14,1             | 8,9              | 2,4              | 0,0              | 9,0              |
| Середня температура, °C                  | −5,6             | −2,3             | 0,7              | 5,3              | 9,7              | 13,4             | 14,8             | 13,8             | 10,5             | 5,9              | −0,3             | −2,7             | 5,3              |
| Середній мінімум, °C                     | −8,2             | −5,4             | −2,8             | 0,4              | 4,5              | 8,4              | 10,2             | 9,4              | 6,8              | 2,9              | −2,9             | −5,1             | 1,5              |
| Абсолютний мінімум, °C                   | −26,1            | −26,1            | −20,6            | −10              | −10              | −5               | −5               | −5               | −7,2             | −13,3            | −21,1            | −25,6            | −26,1            |
| Норма опадів, мм                         | 55               | 47               | 39               | 30               | 33               | 28               | 30               | 56               | 103              | 108              | 73               | 62               | 664              |
| Днів з опадами                           | 9                | 9                | 10               | 8                | 8                | 8                | 9                | 13               | 16               | 18               | 13               | 12               | 133,0            |
| ---------------------------------------- | ---------------- | ---------------- | ---------------- | ---------------- | ---------------- | ---------------- | ---------------- | ---------------- | ---------------- | ---------------- | ---------------- | ---------------- | ---------------- |
| Джерело: Western Regional Climate Centre |                  |                  |                  |                  |                  |                  |                  |                  |                  |                  |                  |                  |                  |

## Демографія
Згідно з переписом 2010 року, у переписній місцевості мешкало 920 осіб у 410 домогосподарствах у складі 225 родин. Густота населення становила 37 осіб/км². Було 590 помешкань (24/км²).
Расовий склад населення:
| - 91,0 % — білих - 3,7 % — корінних американців - 0,5 % — азіатів - 0,1 % — вихідців з тихоокеанських островів |

До двох чи більше рас належало 4,2 %. Іспаномовні складали 2,3 % від усіх жителів.
За віковим діапазоном населення розподілялося таким чином: 16,1 % — особи молодші 18 років, 74,9 % — особи у віці 18—64 років, 9,0 % — особи у віці 65 років та старші. Медіана віку мешканця становила 41,0 року. На 100 осіб жіночої статі у переписній місцевості припадало 106,3 чоловіків; на 100 жінок у віці від 18 років та старших — 108,6 чоловіків також старших 18 років.
Середній дохід на одне домашнє господарство становив 82 306 доларів США (медіана — 69 643), а середній дохід на одну сім'ю — 95 387 доларів (медіана — 80 694). Медіана доходів становила 47 500 доларів для чоловіків та 42 250 доларів для жінок. За межею бідності перебувало 4,6 % осіб, у тому числі 2,1 % дітей у віці до 18 років та 0,0 % осіб у віці 65 років та старших.
Цивільне працевлаштоване населення становило 656 осіб. Основні галузі зайнятості: транспорт — 20,9 %, мистецтво, розваги та відпочинок — 16,5 %, роздрібна торгівля — 14,5 %, виробництво — 13,4 %.

## Суміжні округи
- Гейнс — південь, захід
- Стекін, Британська Колумбія — північ, схід

## Галерея

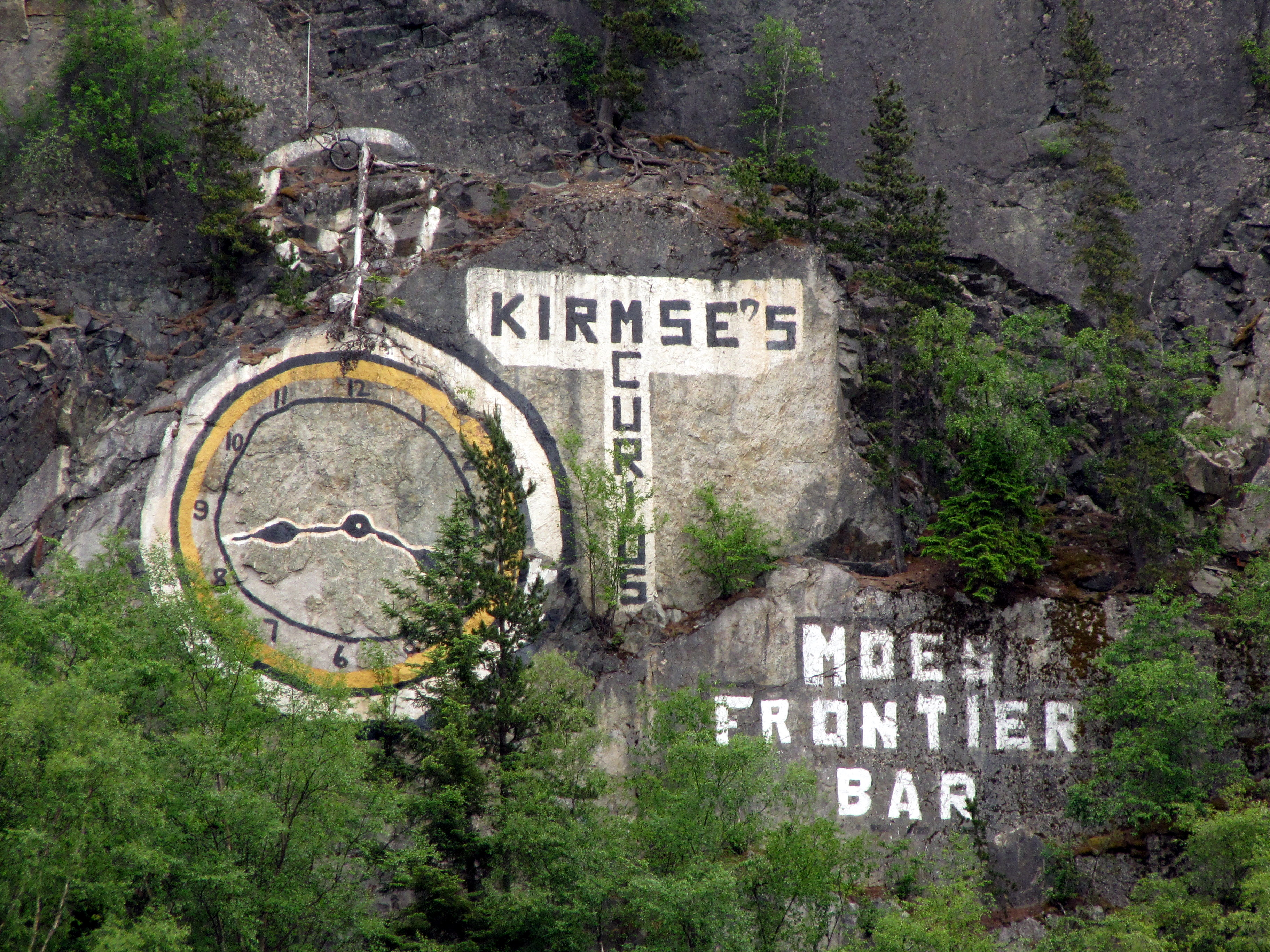
Настінна реклама з часів Клондайкської золотої лихоманки
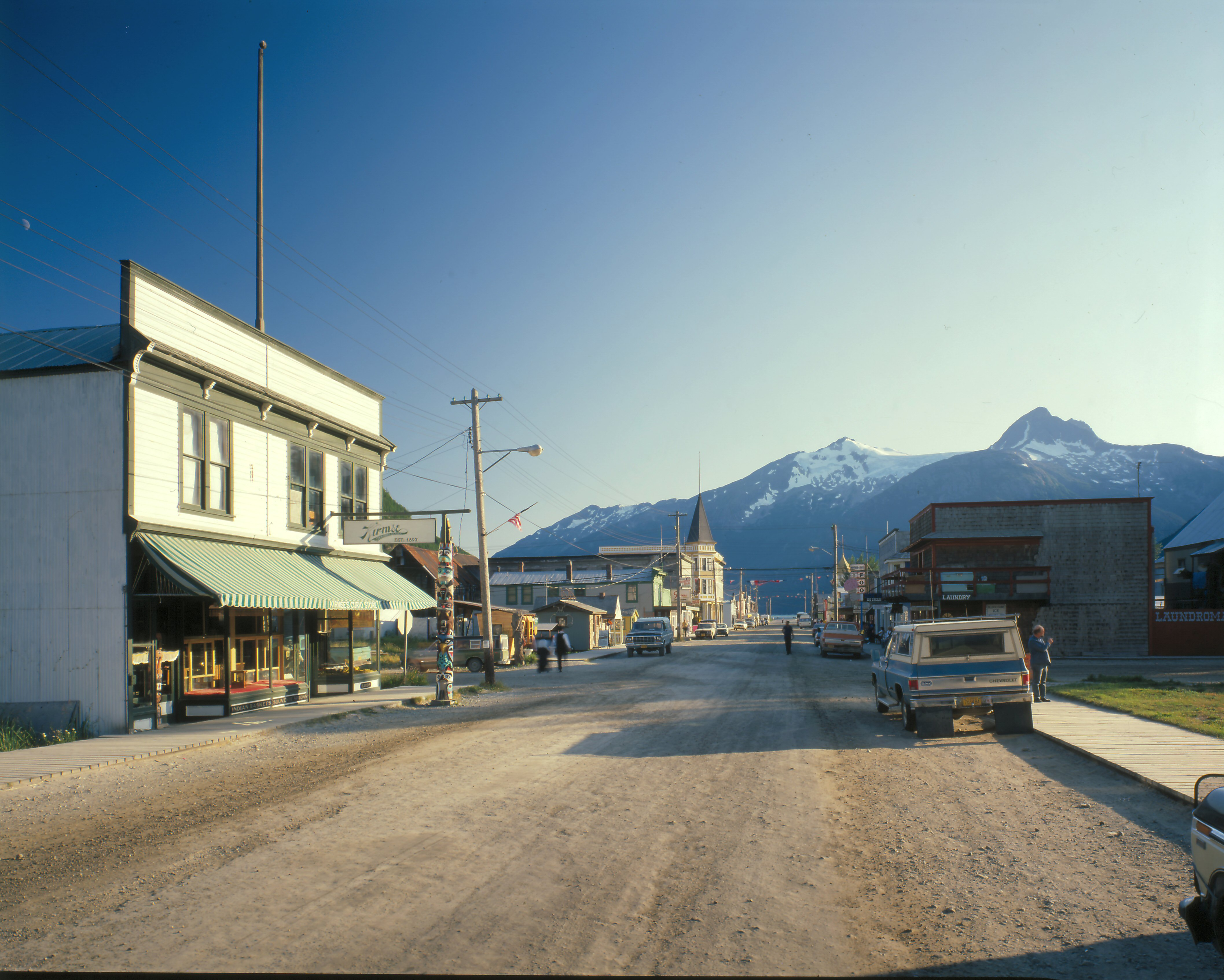
Бродвей-авеню, Скагвей
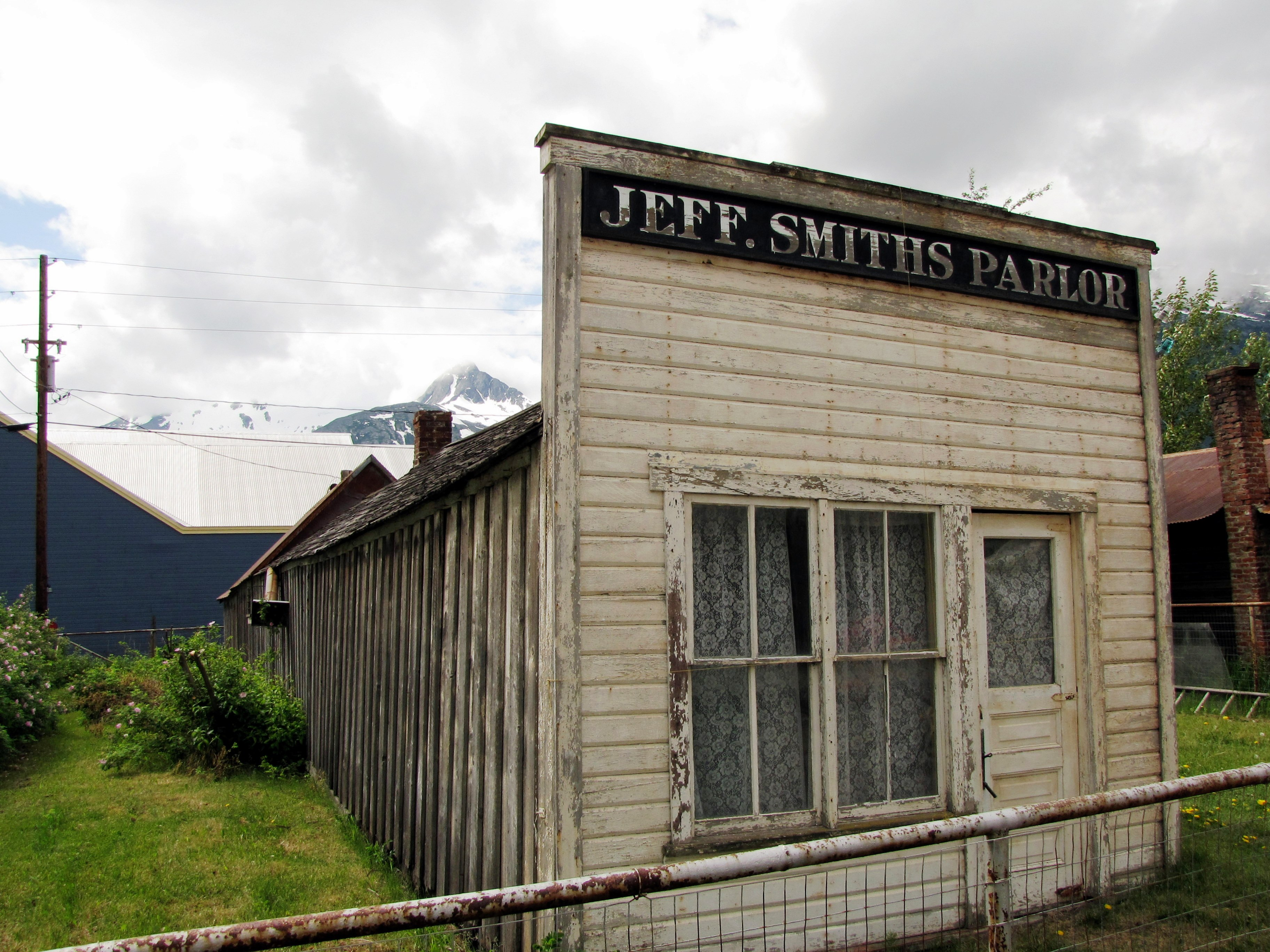
Магазин «Соупі-Сміт-Парлор» у Скагвей
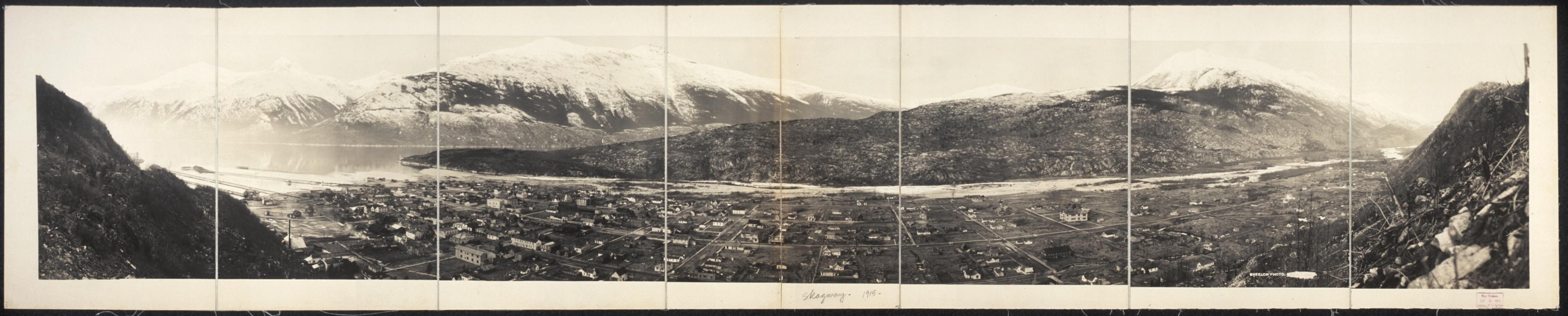
Панорама Скагвей мму 1915 р.
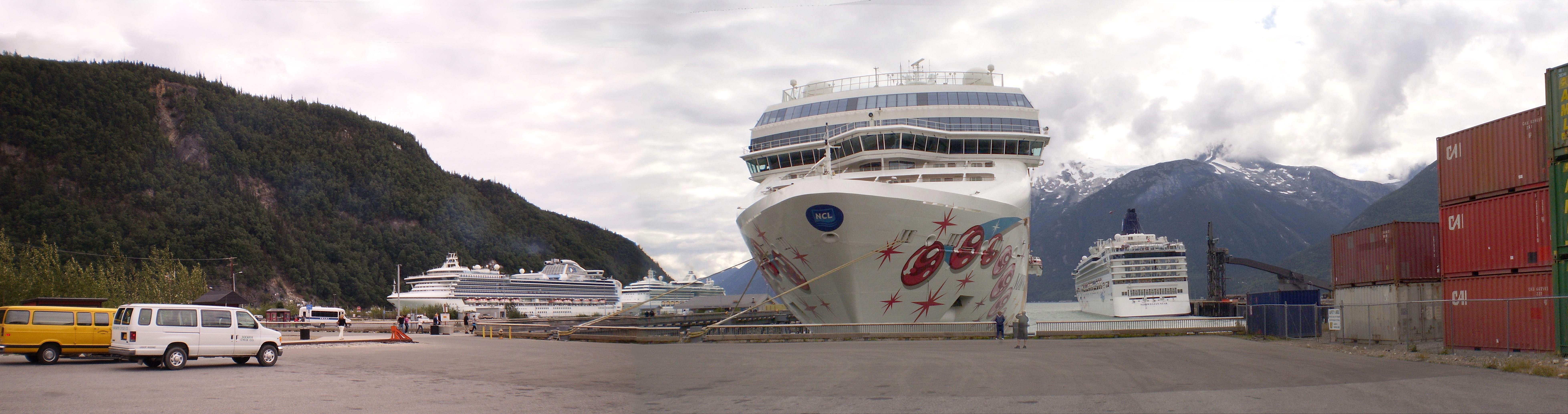
Порт Скагвей

## Виноски
1. ↑  Скагвей був переписною місцевістю (CDP), яка 2007 року організувалася в боро.
2. ↑  Річний дохід на особу, яка працювала на повну ставку. Оцінка в доларах 2015 року.